# Westhouse-Marmoutier
 Westhouse-Marmoutier (en alsacià Weschthüse) és un municipi francès, situat a la regió del Gran Est, al departament del Baix Rin. L'any 2005 tenia 254 habitants. Limita al nord-est amb Maennolsheim i Landersheim, al sud-est amb Knœrsheim i Zeinheim, al sud-ouest amb Jetterswiller, l'oest amb Reutenbourg i al nord-oest amb Kleingœft.
Forma part del cantó de Saverne, del districte de Saverne i de la Comunitat de comunes del Pays de Saverne.

## Demografia
| 1962 | 1968 | 1975 | 1982 | 1990 | 1999 |
| ---- | ---- | ---- | ---- | ---- | ---- |
| 223  | 223  | 216  | 219  | 223  | 244  |

## Administració
| Període | Identitat           | Partit |
| ------- | ------------------- | ------ |
| 2005-   | Jean Claude Haettel |        |